# Grand Power T10
Grand Power T10 — огнестрельное оружие ограниченного поражения, пистолет производившийся в Словакии, компанией Grand Power, по заказу ООО ПКП АКБС, специально для РФ.
С начала сентября 2010 года его сменила более современная модель Grand Power T12, изначально словацкого, а с декабря 2011 года — российского производства.

## Общие технические свойства
Травматический пистолет был разработан в 2007 году, в Словакии, специально для российского рынка, по заказу компании ООО ПКП АКБС, совместно с оружейным интернет-сообществом Guns.ru.
Пистолет разработан на основе боевого пистолета Grand Power P1. Принцип работы построен на отдаче свободного затвора, в отличие от боевого P1, где запирание основано на повороте ствола. Основные узлы и агрегаты пистолета (ствол, вкладыш рамка, затвор и т. д.) изготовлен из высокопрочной стали, применяемой в боевом оружии. Пистолет имеет пластиковую оболочку, что позволяет значительно снизить вес и улучшить эргономику. В соответствии с криминалистическими требованиями, в стволе установлены преграды (зубы), два штифта сразу за патронником, не позволяющие произвести выстрел твёрдым предметом.
Ударно-спусковой механизм двойного действия, с открытым курком, позволяет вести стрельбу как самовзводом, так и с предварительным взводом курка, имеется предохранительный взвод курка.

## Преимущества
За счёт удачной конструкции, после прохождения штифтов на пике мощности, пуля попадает на гладкую и равномерную поверхность ствола, где беспрепятственно разгоняется. Вследствие этого на сегодняшний день пистолет является одним из самых мощных и точных. Из него можно вести прицельную спортивную стрельбу на дистанциях более чем 10 метров, что является весьма редким для травматического оружия. Прочный и надёжный стальной ствол, с прочными штифтами, позволяет безопасно использовать самые мощные патроны (специально для него компанией-импортёром АКБС производятся патроны АКБС Магнум 10×22Т). Несмотря на то, что пистолет сертифицирован только под калибр 10х22Т, он беспрепятственно может использовать практически любые патроны калибра 9 PA.
Пистолет имеет удобную эргономику. Все органы управления: затворная задержка, предохранитель, кнопка выброса магазина — продублированы с двух сторон, что позволяет комфортно использовать оружие как правшами так и левшами. Пистолет имеет возможности тюнинга, унаследованные им от боевого прародителя K100. Пистолет имеет очень высокие прочностные ресурсы, что позволяет беспрепятственно использовать его для регулярных тренировочных стрельб.

## Недостатки
Пистолет имеет достаточно большие габариты: высоту порядка 140 мм, толщину около 40 мм и общую длину примерно 190 мм, что накладывает значительные ограничения на возможности его скрытного ношения.

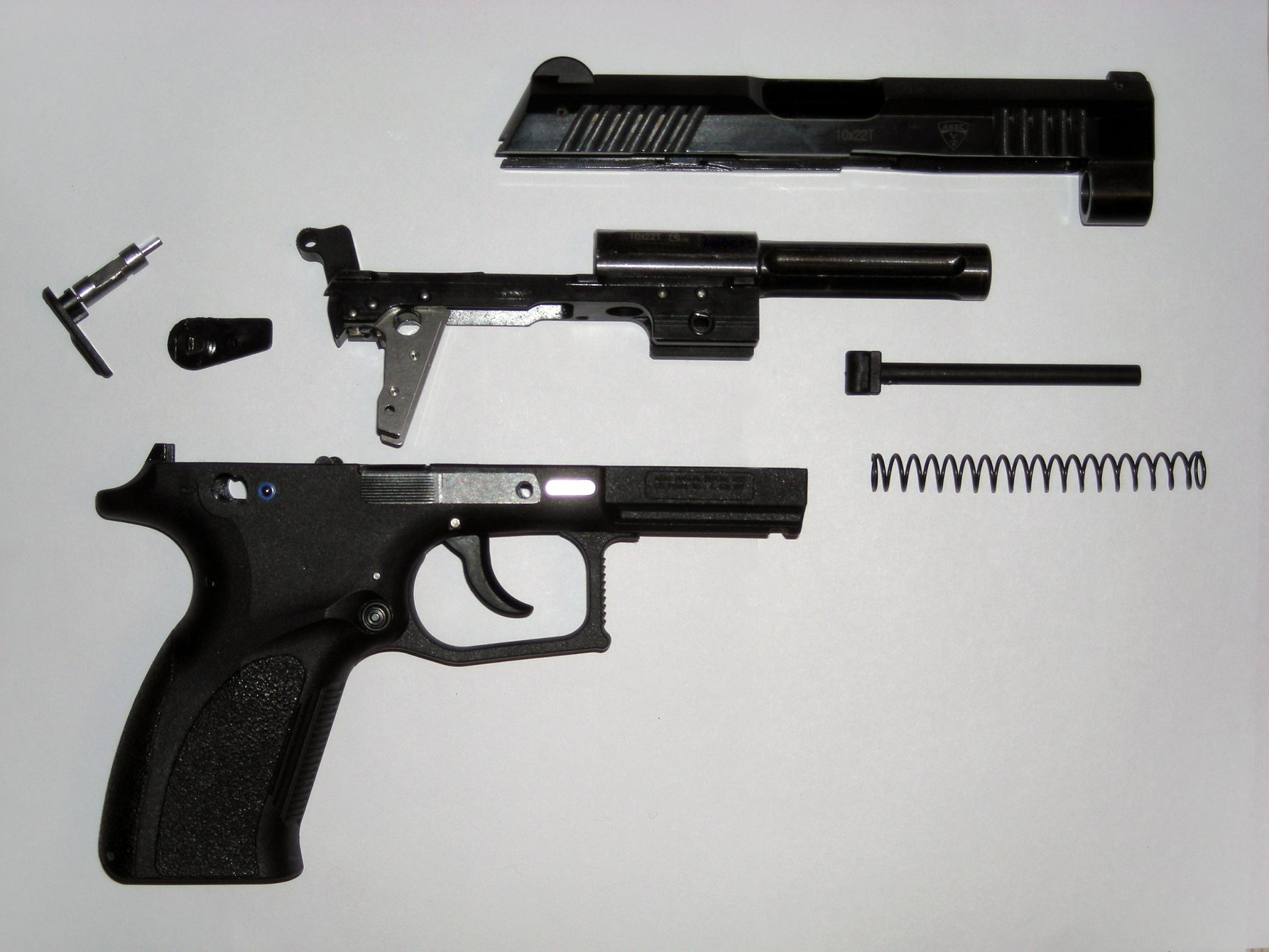
Т10 в разобранном виде: Внизу — пластиковая оболочка/рукоять, Посередине — рамка/вкладыш с закреплённым стволом, Вверху — затвор.

Пистолет имеет значительно более высокую цену, по сравнению с популярными моделями «Макарыч», «Оса».
За счёт того, что изначально пистолет был рассчитан под более длинный патрон 9×19 Para, у Т10 часто возникают заклинивания, перекосы и недосылы более короткого патрона 10×22Т, в результате чего приходилось прикладывать некоторые усилия для того, чтобы привести только что купленный пистолет в надёжное рабочее состояние. Нужно отметить, что проблемы возникали отнюдь не у всех, и были достаточно разнообразны, но все они, обычно, имели простое решение. Изредка происходили возникновения трещин в пластиковой оболочке-рукоятке, что приводило к невозможности дальнейшей эксплуатации, но за счёт того, что эти оболочки не являлись основной частью оружия, и не имели номера, они в считанные минуты заменялись на новые по гарантийному обслуживанию, без отправления на завод или взятия справок и направлений на ремонт.

## Grand Power T12
С начала сентября 2010 года в России поступил в продажу новый травматический пистолет GP T12, являющийся дальнейшим развитием пистолета GP T10.
Основное отличие между моделями — в калибре применяемого боеприпаса. Специально для Т12 компанией АКБС был создан новый патрон 10×28, габариты которого полностью соответствуют патрону 9×19 Para, под который изначально и создан боевой аналог Grand Power K100. В результате была полностью решена проблема заклинивания и перекосов в пистолете Т10.
Второе существенное отличие — в конструкции ствола: она сильно упрощена, убрана дульная втулка, оставлена только одна преграда (зуб) в канале ствола, а его высота уменьшена.
Третье существенное отличие — новая рамка Мк7, её материал стал более прочным, по сравнению с рамкой Мк6 от T10.
В связи с изменениями в законодательстве России, и запретом на импорт травматического оружия иностранного производства, с декабря 2011 года, основные части Grand Power T12 (затвор, рамка со стволом) производятся в России, до 2014 года включительно — компанией ООО ПКП АКБС. Их существенное отличие — отсутствие штифта (перегородки) в канале ствола.
С 2014 года компания АКБС прекращает производство модели Т12, что приводит к резкому взлёту цен на оставшиеся в продаже модели.
К концу 2014 года в продаже появляется модель Т12 и его более компактная версия Т11 производства ЗиД. Их существенные отличия: увеличена глубина прослабляющей проточки ствола, что ставит под сомнение надёжность конструкции, сомнительное качество производства по сравнению с предыдущими производителями.
В марте 2015 года появляется модель Grand Power T11-F производимая фирмой «Фортуна» на бывших мощностях АКБС. Данная модель по качеству производства и конструкции ствола ближе всего к ранее производившимся фирмой АКБС.
Ввиду того, что гильза обладает большим объёмом, производитель смог увеличить диаметр снаряда — резинового шарика — до 12 мм, и увеличить его вес до 1,8 г, в результате чего характеристики нового комплекса оружие + патрон значительно выросли, без потери ёмкости магазина. По мнению многих специалистов, на сегодняшний день этот пистолет является одним из наиболее перспективных на рынке оружия ограниченного поражения.